# Hespérius de Metz
Hesperius appelé parfois Spère ou Spire a été évêque de Metz de 525 à 542.
Il était évêque sous le règne de Thibert Ier.
C'est le 23e sur la liste des évêques de Metz et est l'un des plus anciens pour lequel nous ayons une mention historique. Son nom apparaît en effet dans les actes du concile de Clermont auquel il participa en 535 (Victor de Metz étant lui mentionné sur les documents du pseudo-concile de Cologne de 346 mais ces actes sont probablement des faux).
Il procéda à l'inhumation de saint Thierry accompagné du roi Thierry Ier et des évêques Nizier de Trèves et Loup de Soissons.
Il est mort vers 548.
Considéré comme un saint catholique et orthodoxe, il est fêté le 22 juin .